# Липовский, Нохем
Нохем Липовский (1874, Несвиж, Минская губерния — 24 декабря 1928, Вильно) — еврейский публицист, драматург, переводчик.

## Биография
Родился в религиозной семье. В девять лет остался сиротой. Получил традиционное еврейское религиозное образование в Талмуд-торе и иешиве в Вильно. В конце 1880-х уехал в Москву, учился на драматических курсах, был статистом в Малом театре.
В 1891 присоединился к еврейской передвижной труппе, затем с 1892 в театре А. Каминьского. В 1904 уехал в Германию, став коммерческим директором немецкого театра в Дармштадте, где в то же время был вольнослушателем в политехникуме. Обладал феноменальной памятью, выступал на сцене в жанре мнемотехники.
После возвращения в Россию основал в 1908 в Вильне еврейский народный театр, просуществовавший до начала второй мировой войны, писал для него пьесы и сам их ставил.

### Произведения
- «Дос фрайе Файгеле» (1914)
- «Зи гот базигт» («Она победила») (1913)
- «Дер дамен-шнайдер» («Дамский портной»)
- «Ан адвокат ойф ан галбер шо» («Адвокат на полчаса»)